# 昔の男
『昔の男』（むかしのおとこ）は、TBS系列で2001年4月13日から6月29日に『金曜ドラマ』枠で放送されたテレビドラマ。

## あらすじ
宝石店の店員である原あかりは、その見た目の美しさからパーティーに出席させられる機会も多かった。
彼女はバツイチの会計士北沢迅人と付き合っていた一方、学生時代の恋人だった池田嵐の事も気にかけていた。
大学の同窓会に参加したあかりは、嵐が一級建築士として独立し、その上彼が妻をめとっていたことを聞かされた。
その後、あかりの店に嵐が姿を現し、再び二人は惹かれあった。
だが、嵐の妻マリは既に勘が鋭く、そのことを許すはずがなかった。

## キャスト
- 原あかり：藤原紀香

「白鳥宝石店」勤務。29歳。社会人となった現在は迅人と交際しているが、学生時代の恋人だった嵐と再会し、彼が既婚者である事を知りながらも関係を持ってしまう。
- 池田嵐：大沢たかお

あかりの学生時代の恋人。奈良県出身。現在はマリと結婚し、一級建築士として独立し「マリア建築事務所」を開業している。
- 池田マリ：富田靖子

嵐の妻。自宅でピアノ教室を開いている。嵐とあかりの関係を知った後、嫉妬心からネットでの中傷を書き込むなど度々あかりに嫌がらせを行う。それでも嵐があかりと惹かれ合っていることを知り精神を病んでいく。
- 北沢迅人：阿部寛

「白鳥宝石店」の公認会計士。あかりの現在の恋人。離婚歴があり、あかりと結婚する気はない。
- 白井丈：鈴木一真
- 伊藤沙多子：黒谷友香

北沢迅人に想いを寄せている。
- 西尾美奈：加藤貴子

北沢迅人の昔の恋人。
- 宮本容子：ふせえり

あかりと同じ職場。
- 宇田はるか：田中千代

あかりと同じ職場。
- 池田幸平：鹿内孝

嵐の父。
- 池田静子：岩本多代

嵐の母。
- 北沢久江：林美智子

迅人の母。
- 渡夢：清水綋治
- 原加代：藤田弓子

あかりの母。
- 原昇太郎：石倉三郎

あかりの父。

## 主題歌
- 「Endless sorrow」浜崎あゆみ

## スタッフ
- 脚本：内館牧子
- 音楽：村山達哉
- プロデュース：矢口久雄、橋本孝
- 演出：佐々木章光、藤尾隆、池澤辰也
- 制作：テレパック
- 製作：TBS

## 受賞歴
- 第29回ザテレビジョンドラマアカデミー賞[2][3]
  - 助演女優賞（富田靖子）
  - 脚本賞（内館牧子）
  - 劇中音楽賞（村山達哉）

## サブタイトル
| 各話                                                      | 放送日        | サブタイトル       | 脚本     | 演出       | 視聴率 |
| --------------------------------------------------------- | ------------- | ------------------ | -------- | ---------- | ------ |
| 第1話                                                     | 2001年4月13日 | 消せない電話番号   | 内館牧子 | 佐々木章光 | 16.3%  |
| 第2話                                                     | 2001年4月20日 | 一線を越えた夜     | 内館牧子 | 佐々木章光 | 14.2%  |
| 第3話                                                     | 2001年4月27日 | 疑惑を持ち始めた妻 | 内館牧子 | 藤尾隆     | 14.7%  |
| 第4話                                                     | 2001年5月4日  | 大波乱！奈良デート | 内館牧子 | 藤尾隆     | 13.5%  |
| 第5話                                                     | 2001年5月11日 | 逢えないせつない夜 | 内館牧子 | 佐々木章光 | 14.9%  |
| 第6話                                                     | 2001年5月18日 | 妻に目撃されたキス | 内館牧子 | 佐々木章光 | 13.7%  |
| 第7話                                                     | 2001年5月25日 | ひとりぼっちの恋…  | 内館牧子 | 藤尾隆     | 14.5%  |
| 第8話                                                     | 2001年6月1日  | あかり、結婚しよう | 内館牧子 | 藤尾隆     | 14.4%  |
| 第9話                                                     | 2001年6月8日  | 愛するなりの代償   | 内館牧子 | 池澤辰也   | 12.9%  |
| 第10話                                                    | 2001年6月15日 | 逆襲！牙をむくマリ | 内館牧子 | 藤尾隆     | 14.8%  |
| 第11話                                                    | 2001年6月22日 | 妻マリの凄絶な復讐 | 内館牧子 | 佐々木章光 | 16.3%  |
| 最終話                                                    | 2001年6月29日 | 心臓も凍る結末     | 内館牧子 | 佐々木章光 | 15.4%  |
| 平均視聴率14.7%（視聴率は関東地区・ビデオリサーチ社調べ） |               |                    |          |            |        |

## ロケ地
- 奈良駅
- 奈良ホテル